# Собекхотеп I
Собекхотеп I (Sobekhotep или Smatawy) е фараон от 13-а династия през Втори преходен период на Древен Египет. Управлява не повече от 2 или 3 години.
За Собекхотеп I се знае много малко. Той би могъл да е или Khaahnkhre Sobekhotep I или да е идентичен с Sekhemre Khutawy Sobekhotep II. Споменава се в Туринския папирус. Познат е главно от надписи в Карнак и Абидос. Според една неприета хипотеза Сехемре или Собекхотеб I е възможно да е син на Аменемхет IV.